# Huitaca caldas
Espèce
Huitaca caldas est une espèce d'opilions cyphophthalmes de la famille des Neogoveidae.

## Distribution
Cette espèce est endémique du département de Caldas en Colombie. Elle se rencontre vers Manizales.

## Description
Le mâle holotype mesure 3,93 mm et la femelle paratype 3,89 mm.

## Étymologie
Son nom d'espèce lui a été donné en référence au lieu de sa découverte, le département de Caldas.

## Publication originale
- Benavides & Giribet, 2013 : « A revision of selected clades of Neotropical mite harvestmen (Arachnida, Opiliones, Cyphophthalmi, Neogoveidae) with the description of eight new species. » Bulletin of the Museum of Comparative Zoology, vol. 161, no 1, p. 1–44 (texte intégral).